# Chiesa dell'Annunziata (Castellammare del Golfo)
La Chiesa di Maria Santissima Annunziata, comunemente chiamata Chiesa dell'Annunziata o Chiesa della Marina è una chiesa cattolica ubicata a pochi metri dalla spiaggia della Marina di Castellammare del Golfo, in provincia di Trapani. 
In passato, anche indicata, con il titolo di Santa Maria del Carmelo fu, assieme all'annesso convento, la sede dei Padri Carmelitani nel XVI secolo.

## Storia
Sulla costruzione della Chiesa di Maria Santissima Annunziata non si hanno documenti sufficienti per determinarne la data esatta di edificazione, ma si pensa che possa essere stata costruita già nell'XI secolo. Si sa con certezza che nel 1590 esisteva e che era in funzione da tempo.

Crollo del convento

Il primo documento che accerta l'esistenza di questa chiesa è una bolla vescovile del 12 gennaio 1590. In questa bolla a richiesta dei magistrati di Castellammare del Golfo si chiedeva la costruzione di un convento annesso alla Chiesa, inizialmente intitolata alla Madonna del Carmelo alla quale erano devoti. Nella bolla si legge: 
Rocco Pirri nel 1636 parlando di Castellammare del Golfo, afferma che esisteva un solo convento dei Frati Minori Conventuali costruito per volere della principessa Moncada dopo il 1620. Da questa notizia si può ben capire che il Convento dei Carmelitani, nella spiaggia della Marina, ebbe una vita breve a Castellammare.

Questa Chiesa per il culto in onore a Maria Santissima del Carmelo, per molti anni fu popolarmente indicata con il nome di Santa Maria del Carmelo e nel XVI secolo fu utilizzata come sepoltura di alcuni fedeli come dimostra un atto di morte dell'8 novembre 1645: 
Dell'antico convento dei Carmelitani, oggi, non si ha più alcuna traccia perché a causa dei crolli avvenuti nel XX secolo venne definitivamente raso al suolo insieme agli antichissimi fabbricati che circondavano la Chiesa. Al loro posto negli anni sessanta è sorto un grande fabbricato chiamato Castelregina. L'edificio in cemento armato e con tetto a botte veniva utilizzato come deposito di vini.
La chiesa nel XX secolo ridotta in condizioni pessime, venne restaurata e riaperta al culto il 16 luglio 2007, festa della Madonna del Carmelo.

### La Congregazione di Maria Santissima del Carmelo
Il 12 dicembre 1662 nella Chiesa dell'Annunziata venne eretta la Congregazione di Maria Santissima del Carmelo che successivamente venne riformata per disposizione testamentaria di Francesco Melilli con atto presso il notaio Francesco Stefania del 28 dicembre 1730.
L'11 aprile 1675 presso il notaio Marco La Piana, la confraternita si impegnava a pagare annualmente al beneficiale della Chiesa di Sant'Antonio Abate, un rotolo di cera lavorata in compenso alla comodità dei confrati di poter indossare in questa chiesa la loro divisa in occasione delle processioni. La divisa consisteva in un sacco di lino, un abito bianco e un cappuccio nero.

### Le ricorrenze
Il 25 marzo di ogni anno, festa dell'Annunciazione, venivano organizzati alla Marina nei pressi della Chiesa dell'Annunziata i tradizionali giochi di li pignateddi e il cosiddetto albero della cuccagna sistemato in posizione orizzontale, ovvero fissato sulla banchina con una parte sul mare. Chi provava a raccogliere i doni, appesi a un cerchio fissato sulla punta dell'albero sospesa interamente sul mare, doveva poi passare a piedi nudi e in costume sul tronco che veniva abbondantemente insaponato e si doveva cercare di percorrerlo interamente e in caso di caduta aggrapparsi a esso con le mani. Colui che riusciva a toccare la punta estrema del tronco poteva finalmente appropriarsi dei doni.
A conclusione di questa gara veniva recitato il Santo Rosario e successivamente veniva celebrata la Santa Messa all'aperto davanti alla chiesa.
Un'altra ricorrenza molto sentita era la Festa di San Pietro, il 29 giugno, alla quale i marinai erano molto devoti. Questa festa veniva organizzata dal Ceto dei Pescatori e richiamava cittadini da tutte le parti del paese. In occasione di questa ricorrenza la Santa Messa veniva celebrata quasi sempre dal vescovo.

## Descrizione e opere
La facciata semplice e lineare è adornata da una cornice che si sviluppa per tutto il perimetro. Al centro in basso vi si trova il portone d'ingresso in legno lavorato dove sono sculturati degli elementi floreali e dei calici. Al di sopra del portone è presente una lunetta in legno con sculturato l'agnello pasquale. Il portone e la lunetta sono adornati da una cornice arcata con in sommità un putale. Al di sopra del portale d'ingresso si apre una piccola finestra circolare edicolata. Sopra il cornicione, sulla sinistra, si affaccia il piccolo campanile mentre al centro è presente l'acroterio che sostiene la croce in ferro. Sulla destra è presente un'edicola in marmo bianco dov'è sculturata la patrona della città, Maria Santissima del Soccorso.

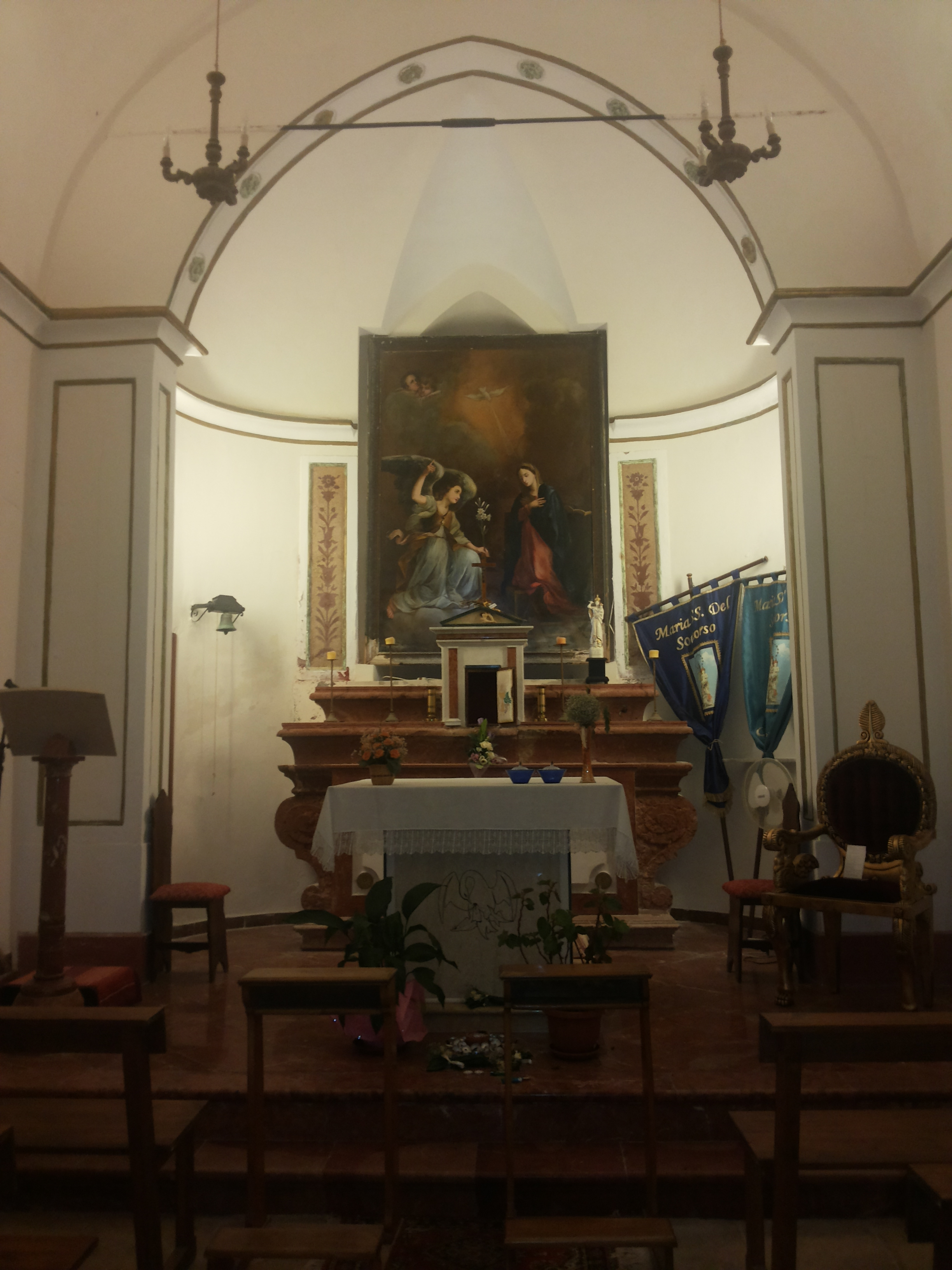
L'altare dell'Annunziata e l'abside

L'interno a navata unica misura 5 metri in larghezza e 14 metri in lunghezza è coperto da una volta a botte dove si aprono sei finestre, tre per lato. A separare il coro dalla navata è l'arco trionfale a forma ogivale. Alla sinistra dell'altare vi si trova una piccola sacrestia triangolare con annesso un piccolo atrio. È presente un solo altare dedicato alla Vergine Annunziata e tre edicole collocate ai laterali arricchite da tipico marmo locale.
- l'altare di Maria Santissima Annunziata dedicato alla titolare della chiesa, è posto nell'abside ed è realizzato in marmo rosso proveniente dal Monte Inici. È presente una grande tela a olio raffigurante il mistero dell'Annunciazione affiancata da due greche che si sviluppano verticalmente. Questa tela risalente al XIX secolo è la copia dell'originale, rimossa e trasportata a Palermo per i necessari interventi di restauro non tornò più a Castellammare e di essa furono perse le tracce. Sulla sinistra della tela è rappresentato l'arcangelo Gabriele in ginocchio su una nube, con la mano destra indica l'alto mentre con quella destra tiene un giglio bianco simbolo della purezza verginale di Maria. Sulla destra la Vergine Maria è rappresentata in ginocchio su una piccola panca e con le mani incrociate sul petto, simbolo di volontaria ubbidienza per il volere di Dio. Nella parte superiore del dipinto sono rappresentate alcune teste di angelo e lo Spirito Santo sotto forma di colomba, rivolta verso la Vergine Maria che simboleggia l'arrivo dello Spirito Santo e quindi il concepimento di Gesù.[7]
- l'edicola del Santissimo Crocifisso è la prima che si trova entrando sulla sinistra. È presente un crocifisso risalente al XVI secolo. Nell'edicola vi è l'incisione: REGNAVIT A LIGNO DEUS.
- l'edicola della Madonna del Carmelo è la seconda entrando sulla sinistra. È presente un piccolo dipinto raffigurante la Vergine Maria con in braccio il bambin Gesù che reggono in mano lo scapolare del Carmine. Sotto il dipinto vi è l'incisione: ECCE SIGNUM SALUTIS.
- l'edicola di Santa Teresa di Lisieux è la prima entrando sulla destra. È presente un piccolo dipinto che raffigura Santa Teresa in abito monacale che regge fra le mani un crocifisso e delle rose. Sotto il dipinto vi è l'incisione: ROSARUM IMBREM E COELO EFFUNDAM.

## Galleria d'immagini

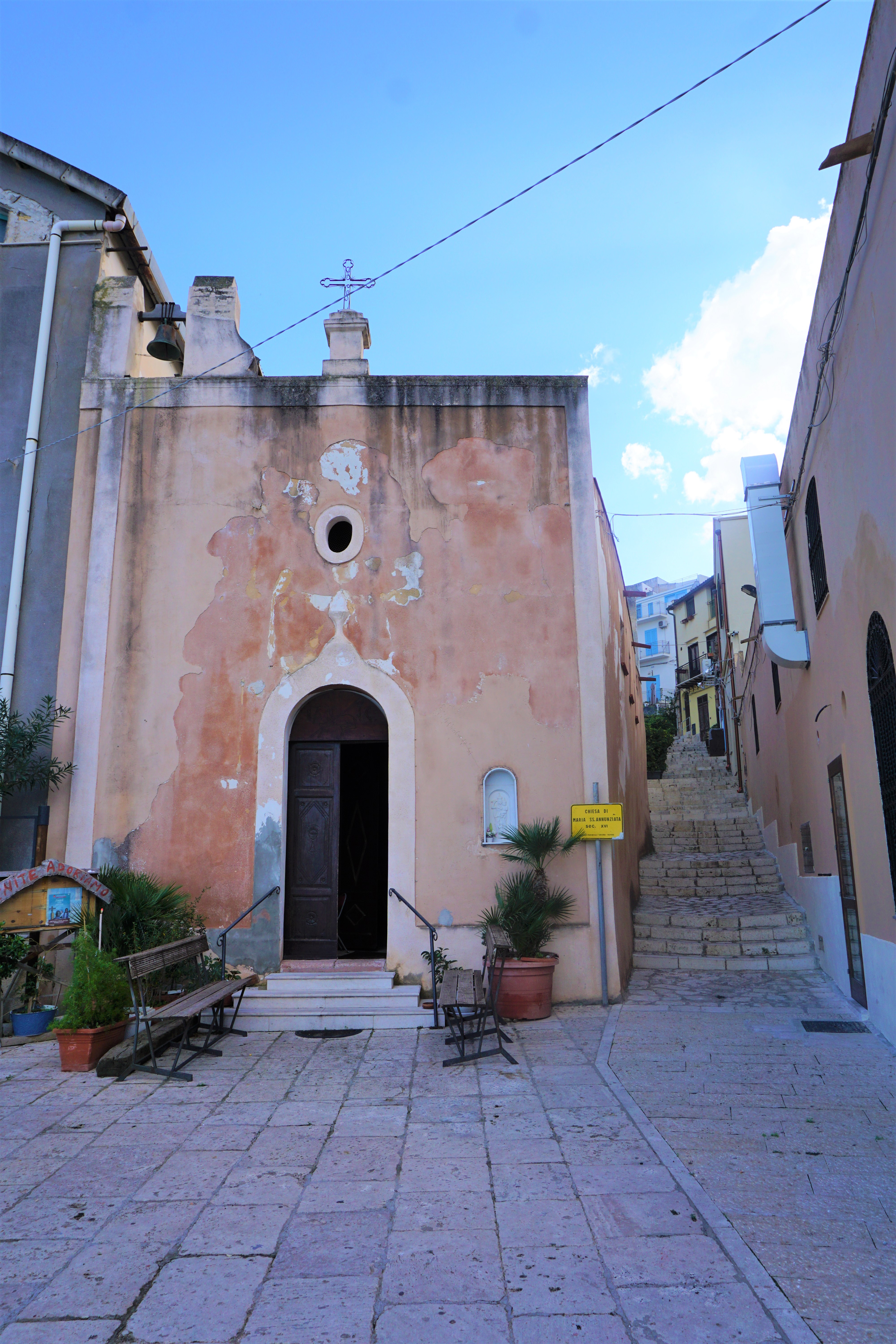
La facciata e la scalinata dell'Annunziata
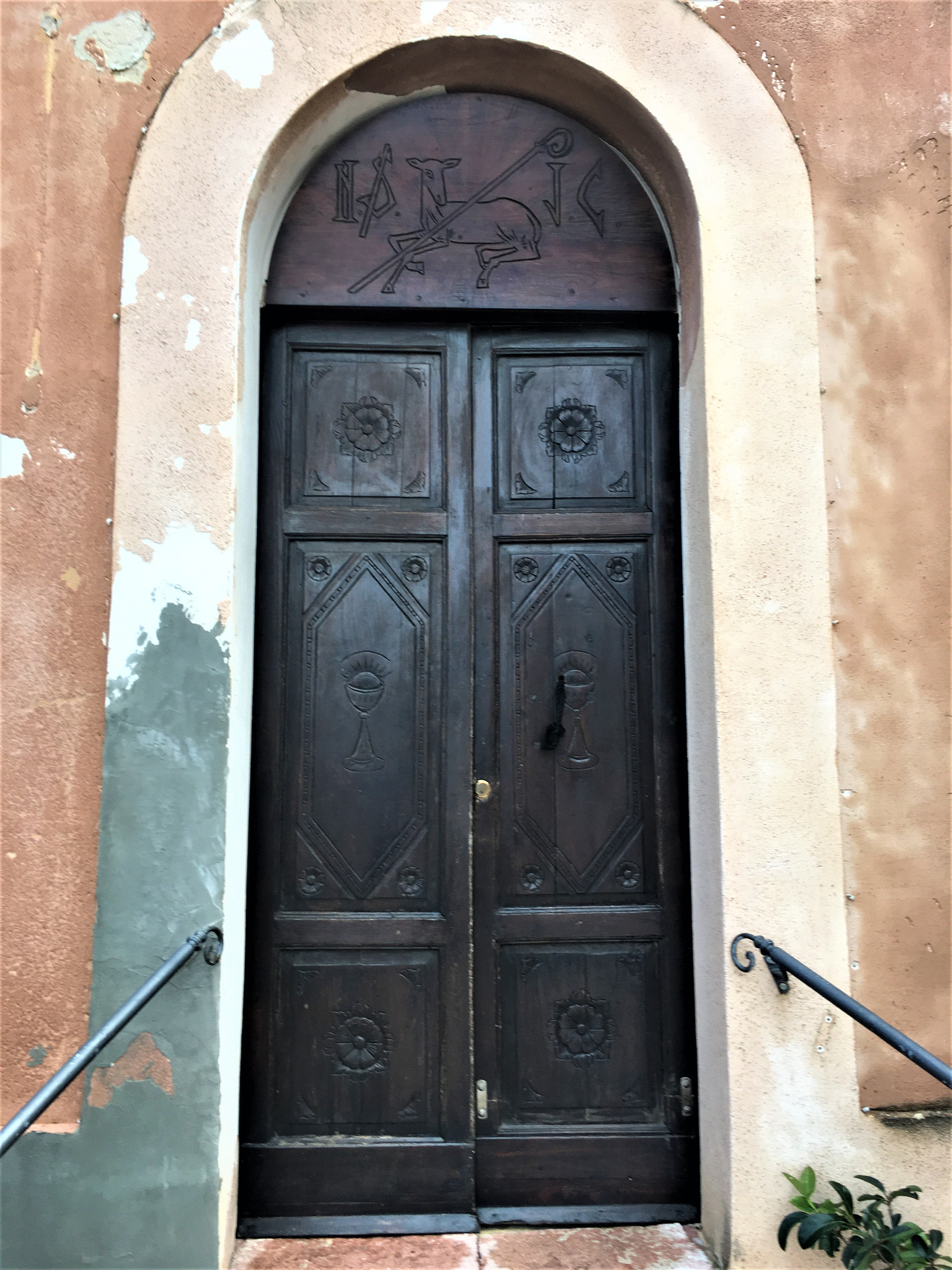
Portone d'ingresso
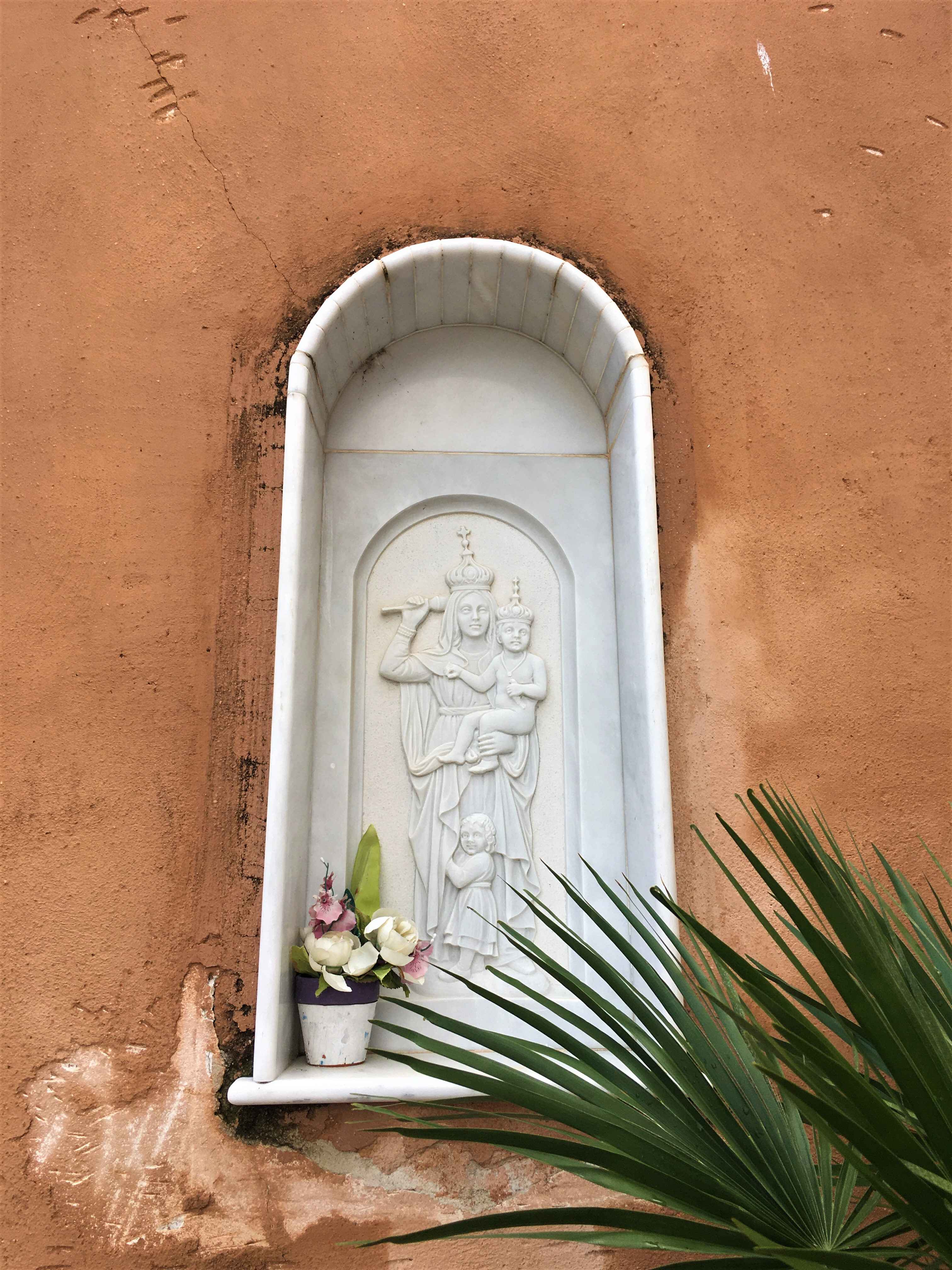
Edicola della Madonna del Soccorso (facciata)
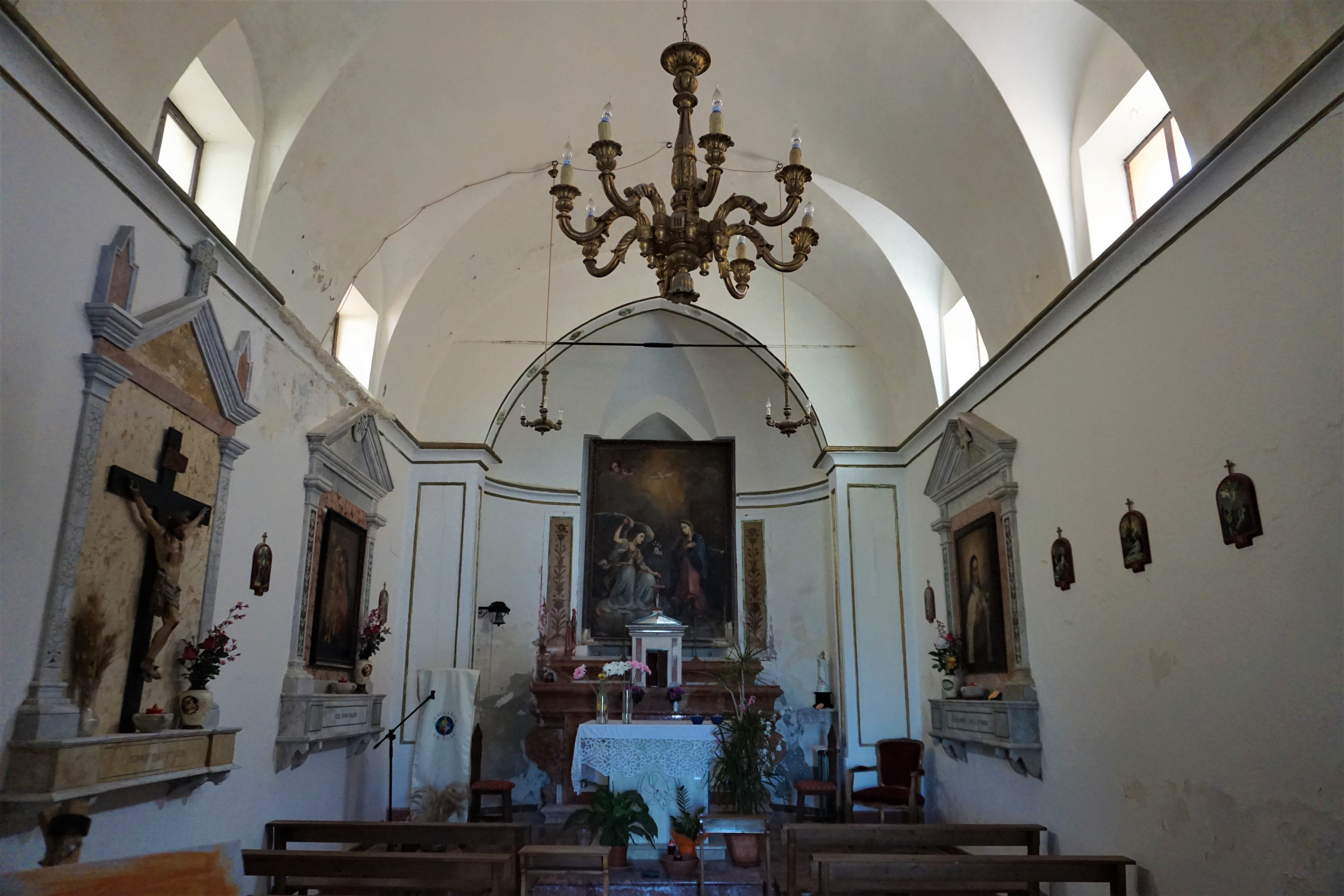
L'interno
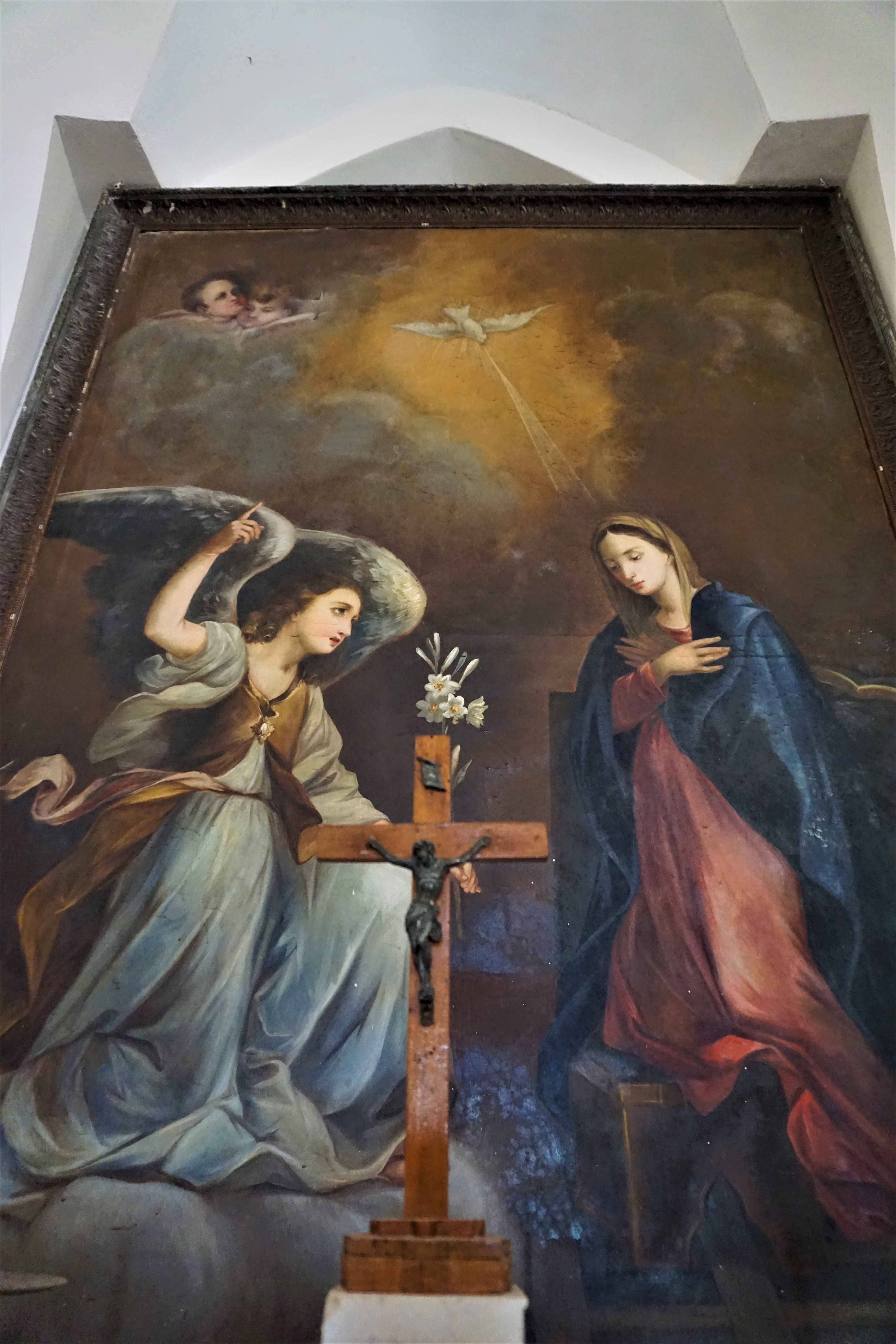
Tela dell'Annunziata
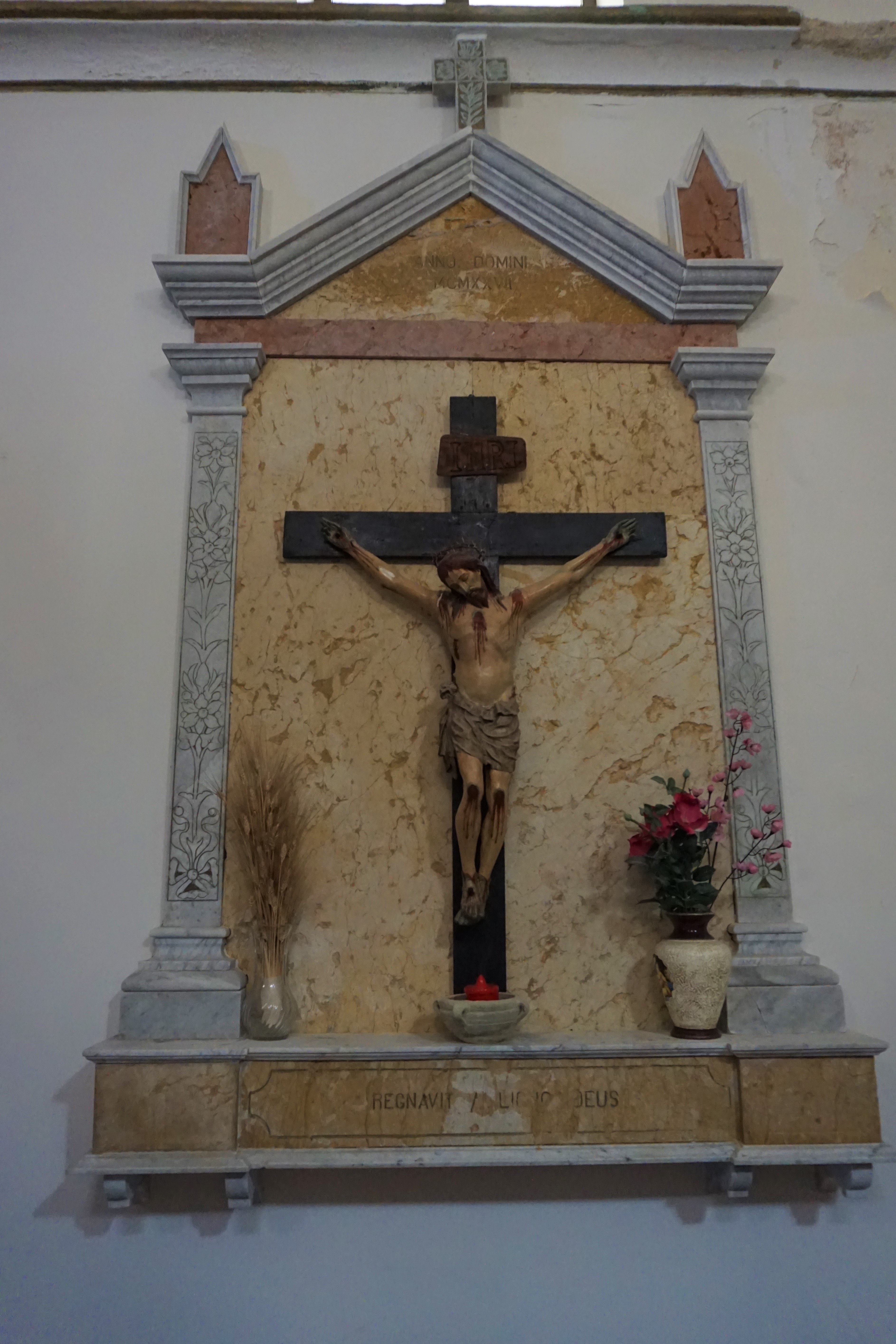
Edicola del Santissimo Crocifisso
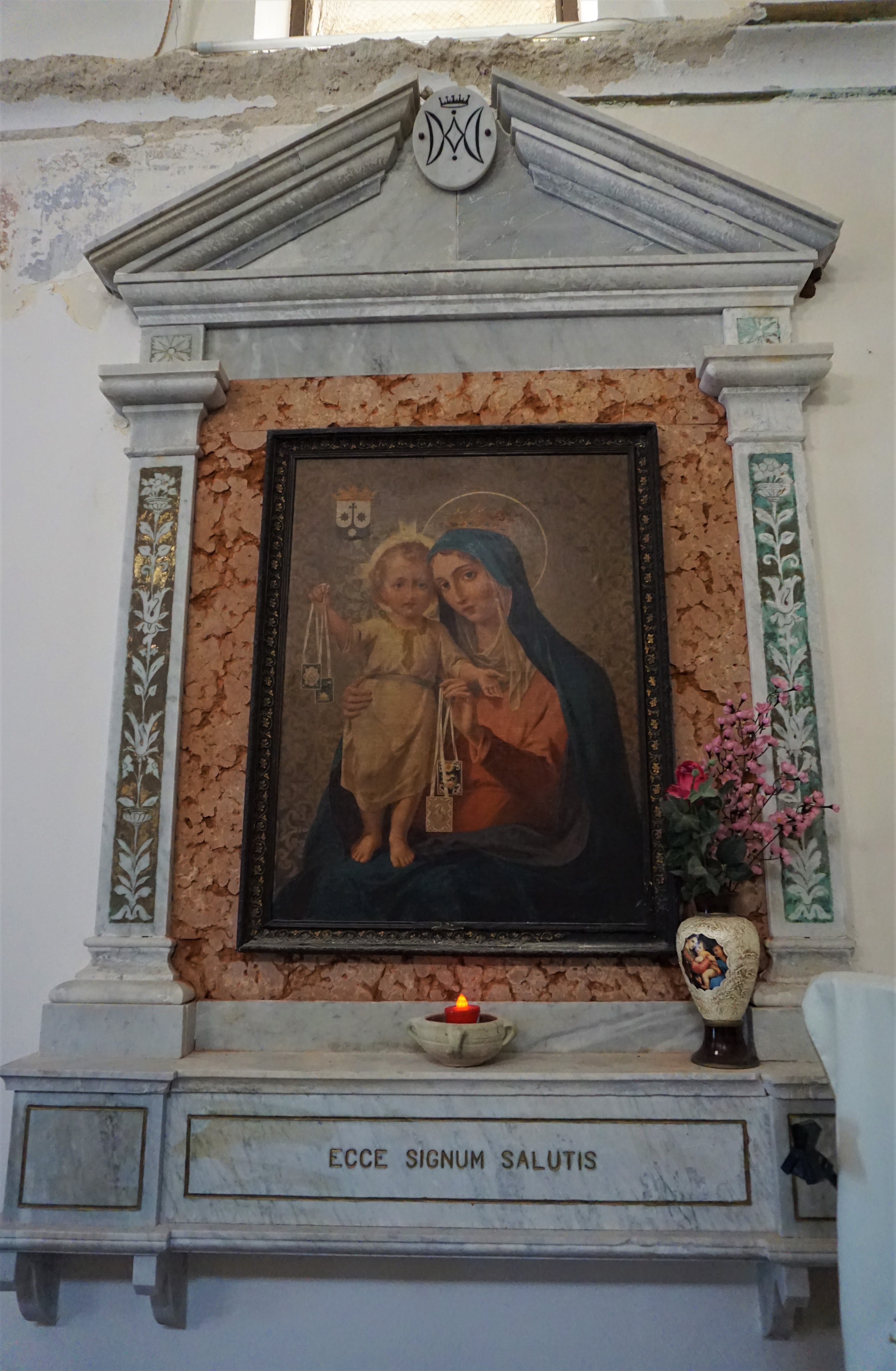
Edicola della Madonna del Carmelo
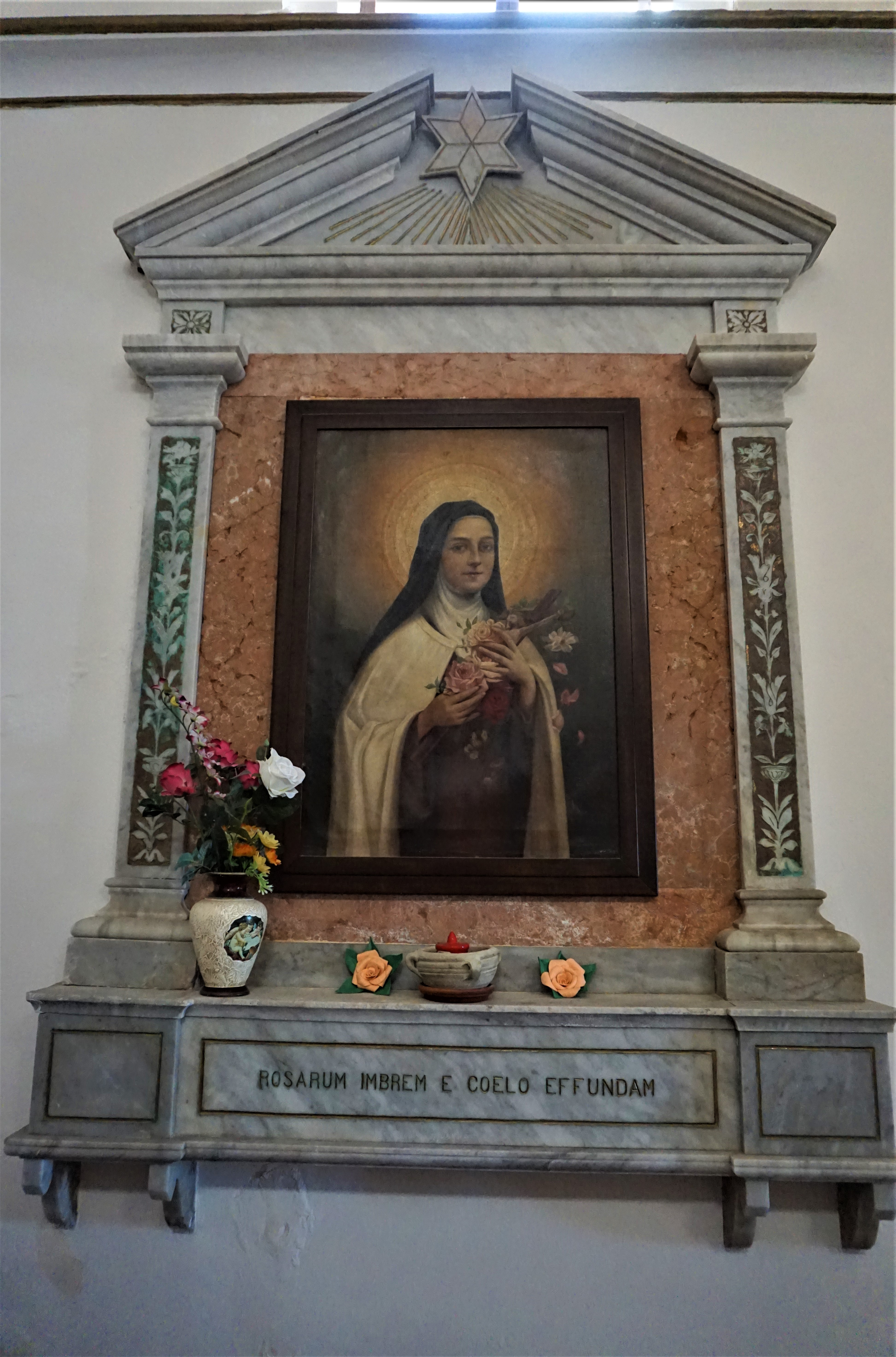
Edicola di Santa Teresa di Lisieux